# 백마호
백마호(白馬號)는 1966년부터 1974년까지 특급열차로 운행한 호남선 17,18번 열차의 이름이다. 중간 정차역은 서대전역·이리역·송정리역뿐이었다. 총 6시간 10분이 소요되었는데, 이는 기존의 태극호보다 1시간을 단축한 것이었다.

## 역사
- 1966년 11월 21일 : 서울-광주 간 운행 개시.[1] 디젤동차 3량에 객차 2량을 병결하여 운행하였다.[2]
- 1967년 4월 5일: 서울-전주 간 객차 2량 연결 운행 개시[2]
- 1970년 12월 10일: 식당차 및 객차 3량 증결 운행 개시[3]
- 1971년 3월 15일: 서울-전주 간 폐지, 서울-광주 및 서울-목포 간만 운행하게 됨[4]
- 1974년 8월 15일 : 풍년호로 통합되며 폐지[5]

## 사건
1969년 9월 25일에 연산역과 부황역 사이를 운행하던 도중 백마호 하행 열차의 한 객차에서 차체가 내려앉았다. 추석 대수송 기간이었던지라 정원의 5~6배나 되는 승객을 태웠는데, 이로 인해 하중이 커져 차체가 무게를 이기지 못했기 때문이다. 사건 이후 철도청의 대처가 미숙하여 승객의 불편이 컸다고 한다.